# Панорама Крестьянской войны в Германии

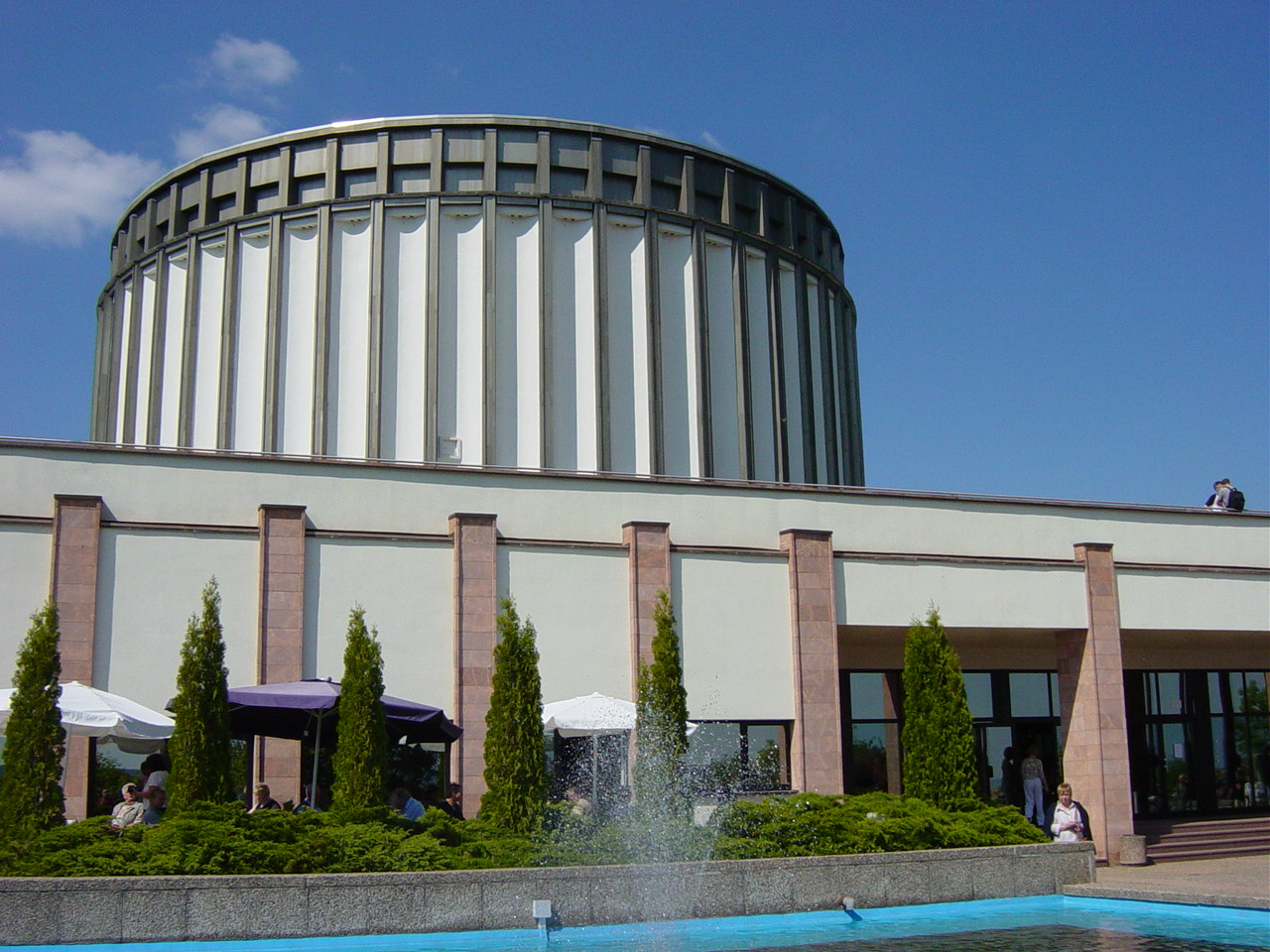
Здание панорамы Крестьянской войны в Бад-Франкенхаузен-Кифхойзер

Панорама Крестьянской войны в Германии (нем. Bauernkriegspanorama) — панорамическая картина, изображающая битву под Бад-Франкенхаузеном 15 мая 1525 года и другие связанные с Крестьянской войной события.
Панорама была создана в 1976—1987 годах профессором Вернером Тюбке. Круглое здание «Панорамы» находится в Бад-Франкенхаузен-Кифхойзер.
Картина площадью 1722 м² (длина 123 м, высота 14 м) была написана на холсте, изготовленном по заказу Министерства культуры ГДР Сурской мануфактурой.
В отличие от других панорам, «Панорама Крестьянской войны» не изображает конкретных моментов битвы, но представляет собой цикл сцен, связанных с личностью Томаса Мюнцера.
Как и у других произведений профессора Тюбке, стиль картины соединяет в себе живописную манеру старонемецких мастеров (таких как Альбрехт Альтдорфер, Альбрехт Дюрер, Лукас Кранах Старший) с сюрреализмом XX века.